# Abdelrahman Ramadan
Abdelrahman Ramadan (tiếng Ả Rập: عبد الرحمن رمضان; sinh ngày 6 tháng 6 năm 1993) là một cầu thủ bóng đá người Ai Cập hiện tại thi đấu ở vị trí hộ công cho câu lạc bộ Ai Cập El-Entag El-Harby.